# ChemIDplus
ChemIDplus (Abkürzung für englisch Chemical Identification) ist eine freie Datenbank der nationalen medizinischen Bibliothek der USA (United States National Library of Medicine, NLM), die Informationen zur Nomenklatur und Strukturformeln von chemischen Verbindungen aus den unterschiedlichen Datenbanken der „Library of Medicine“ zusammenfasst. Die ChemIDplus-Datenbank enthält über 400.000 Einträge, von denen mehr als 320.000 mit einer Strukturformel versehen sind. Es kann nach Namen, Synonymen, CAS-Nummer, Summenformel, chemisch-physikalischen und toxikologischen Eigenschaften gesucht werden. Eine Struktursuche mit Substruktursuche steht ebenfalls zur Verfügung. Die Suchergebnisse enthalten Informationen zu Namen, Synonymen, Identifikationscodes, chemisch-physikalischen und toxikologischen Eigenschaften sowie Links zu anderen National Institutes of Health-Datenbanken.
Per Dezember 2022 wurde ChemIDplus in die Datenbank PubChem integriert.